# Thymus striatus
Thymus striatus — вид рослин родини глухокропивові (Lamiaceae), поширений в Італії й на Балканському півострові.

## Опис
Чашечка зазвичай пурпурова, 3–5 мм. Віночок білуватий, рожевий чи пурпуровий. Листки шкірясті. Повзучі пагони без кінцевих суцвіть. Стебла іноді волосаті тільки з 2 протилежних сторін. Приквітки зазвичай вузькі й пурпурові, іноді схожі на листя, голі або запушені. 2n= 26, 54.
Вид варіативний щодо волосистості, розмірів листя й чашечки, а також розвитку прилистків. Варіанти з листям завширшки 1.5 мм і більше схильні займати більш південну смугу ареалу, ніж ті, що мають вузькі (шириною ≈ 1 мм) листки. Два числа хромосом відносяться до морфологічно екстремальних варіантів, і потрібна додаткова інформація щоб вирішити, чи можна визнати підвиди

## Поширення
Країни поширення: Албанія, Болгарія, Греція, Італія (у т.ч. Сицилія), європейська Туреччина, Югославія.